# Escape Room (film 2019)
Escape Room è un film del 2019 diretto da Adam Robitel.

## Trama
A Chicago, Illinois, la studentessa di fisica Zoey, il magazziniere Ben, il daytrader Jason, la veterana di guerra Amanda, il camionista Mike e l'appassionato di escape room Danny ricevono inviti al Minos Escape Room Facility con la possibilità di vincere 10000 $. Si riuniscono nella sala d'aspetto della struttura e vengono rinchiusi all'interno: il gioco è già iniziato. Cercando indizi, attivano involontariamente una trappola, che attiva un sistema di riscaldamento; mentre il calore si intensifica, Zoey riesce a sbloccare una bocchetta per l'aria, da cui riescono a fuggire. Mentre i giocatori si fanno strada, Amanda ha un flashback mentre striscia durante un attacco IED in Iraq. Tutti scappano mentre la stanza è inghiottita dalle fiamme.
Si ritrovano in una capanna invernale, con la porta chiusa da una combinazione di sette lettere. Gli indizi della stanza portano Ben ad avere un flashback mentre guidava ubriaco con gli amici, cantando Rudolph the Red-Nosed Reindeer, prima di schiantarsi contro un'auto. Suggerisce la parola "Rudolph", che sblocca la porta, e il gruppo fugge di nuovo, ritrovandosi in una stanza simile a un lago ghiacciato. Trovano l'uscita chiusa e un unico cappotto rosso, e usano una canna da pesca e un magnete per recuperare una chiave racchiusa in un blocco di ghiaccio. Danny cade attraverso il ghiaccio e annega, e gli altri giocatori sono costretti a sciogliere il blocco di ghiaccio con il loro calore corporeo per liberare la chiave. Jason ha un flashback, in cui si ritrovava congelato accanto a una persona in un cappotto rosso; i giocatori sbloccano l'uscita mentre il ghiacciaio esplode dietro di loro.
I giocatori entrano in una stanza da biliardo rovesciata, e la canzone Downtown inizia a suonare a ripetizione. Come in una specie di "gioco delle sedie", ogni volta che la canzone si ferma, una sezione del pavimento cade nel vuoto. Trovano una cassaforte chiusa a chiave e identificano una palla mancante come chiave per la stanza. Zoey ha un flashback delle conseguenze di un incidente aereo e si rende conto che gli indizi del puzzle sono capovolti. Amanda recupera la palla dalla cassaforte, ma mentre cerca di ricongiungersi con gli altri, le cade dalla tasca. Sacrificandosi, la recupera e la lancia a Jason, prima di precipitare nel vuoto.
I quattro giocatori rimasti entrano in un reparto ospedaliero con sei letti e scoprono che tutti loro sono dei sopravvissuti: Zoey fu l'unica superstite a un incidente aereo; Jason in un incidente in barca; Ben in un incidente d'auto; Mike in una cava mineraria; Danny ad avvelenamento da monossido di carbonio; Amanda allo scoppio di IED. Si rendono conto che l'intero gioco è stato progettato attorno ai dettagli delle loro vite e deducono che la macchina ECG sbloccherà la stanza. L'indizio dice che per evitare l'irradiarsi del gas velenoso nella stanza è necessario usare il cuore. Prova prima vanamente Ben, il cui battito è troppo debole, dopodiché Mike che lo ha più veloce. Jason lo convince ad usare il defibrillatore ma finisce per ucciderlo. La stanza si riempie di gas, ma Jason si aggancia all'ECG, lasciando che il gas faccia scendere il suo battito cardiaco: il passaggio si apre. Jason e Ben scappano, ma Zoey preferisce restare ad eliminare le telecamere nella stanza finendo per essere sopraffatta dal gas.
Entrando in una stanza psichedelica, Ben affronta Jason a causa del suo cinismo ed egoistico disprezzo per gli altri, capendo anche che Jason era sopravvissuto all'incidente in barca uccidendo il suo compagno di stanza per impossessarsi del cappotto. Aprono un portello nel pavimento ma vengono drogati da un allucinogeno che crea loro effetti psicotropi. Ben trova l'antidoto e, dopo una dura lotta, uccide Jason, se lo inietta, cadendo poi attraverso lo sportello, ritrovandosi in uno studio. Mentre le pareti si restringono, risolve l'enigma ed evita per poco di essere schiacciato.
I dipendenti della Minos Corporation, la ditta che ha architettato il gioco, entrano nella stanza dell'ospedale per recuperare i due cadaveri ma Zoey, sopravvissuta grazie ad una maschera per l'ossigeno, li aggredisce alle spalle e si impossessa di una pistola.
Ben viene accolto dal Game Master, che ha controllato il gioco come progettato dal Puzzle Maker e spiega la vera natura del gioco: i partecipanti sono uniti sempre da un'esperienza condivisa - atleti universitari, esperti, sopravvissuti, ecc. - e gli spettatori, clienti facoltosi che finanziano il gioco stesso, scommettono sul risultato. Il Game Master tenta di uccidere Ben per preservare i segreti del gioco, ma, grazie al provvidenziale arrivo di Zoey, riescono ad avere la meglio e uccidere il Game Master.
Mentre in ospedale Ben si riprende dalle ferite subite, Zoey cerca di spiegare gli eventi alla polizia, ma una volta arrivati presso la struttura, tutte le prove dell'accaduto sono scomparse nel nulla.
Sei mesi dopo, Zoey si incontra con Ben e gli mostra notizie dei giornali che parlano delle morti degli altri giocatori, inscenate come incidenti accidentali. Zoey è riuscita a trovare le coordinate dove si svolgerà un nuovo gioco e convince Ben a raggiungere il posto per smascherare la compagnia. Tuttavia, i dipendenti della Minos e il misterioso Puzzle Maker, rallegrandosi del fatto che Zoey abbia finalmente vinto la sua paura di volare, si stanno già organizzando con simulazioni di enigmi affinché il volo stesso diventi un nuovo gioco mortale.

## Produzione
Le riprese del film sono iniziate alla fine del 2017 in Sudafrica e sono terminate nel gennaio 2018.
Il budget del film è stato di 9 milioni di dollari.

## Distribuzione
La pellicola è stata distribuita nelle sale cinematografiche statunitensi a partire dal 4 gennaio 2019, ed in quelle italiane dal 14 marzo dello stesso anno.

## Accoglienza

### Incassi
Il film è stato un successo finanziario incassando 155712077 $ in tutto il mondo.

### Critica
Sull'aggregatore Rotten Tomatoes il film riceve il 50% delle recensioni professionali positive con un voto medio di 5,2 su 10 basato su 166 critiche, mentre su Metacritic ottiene un punteggio di 48 su 100 basato su 26 recensioni.

## Riconoscimenti
- 2019 - Saturn Award[7]
  - Candidatura per il miglior film d'azione/di avventura

## Sequel
Il 25 febbraio 2019, la Columbia Pictures avvia il progetto del sequel, confermando il ritorno di Adam Robitel alla regia, insieme a Bragi F. Schut come sceneggiatore e Neal H. Moritz alla produzione; la data di uscita viene inizialmente fissata al 17 aprile 2020, poi posticipata al 1º gennaio 2021 e successivamente anticipata al 30 dicembre 2020. Nell'ottobre 2020, a causa della pandemia di COVID-19 il film viene rinviato nuovamente al 2021; nel gennaio 2021 viene posticipato ancora, al 7 gennaio 2022 e nell'aprile 2021 viene definitivamente fissato al 16 luglio 2021.
Nel maggio 2021 viene annunciato il titolo, Escape Room: Tournament of Champions.